# McCartys Village
McCartys Village es un lugar designado por el censo ubicado en el condado de Cíbola en el estado estadounidense de Nuevo México. En el Censo de 2010 tenía una población de 48 habitantes y una densidad poblacional de 93,13 personas por km².

## Geografía
McCartys Village se encuentra ubicado en las coordenadas 35°3′49″N 107°41′1″O / 35.06361, -107.68361. Según la Oficina del Censo de los Estados Unidos, McCartys Village tiene una superficie total de 0.52 km², de la cual 0.52 km² corresponden a tierra firme y (0%) 0 km² es agua.

## Demografía
Según el censo de 2010, había 48 personas residiendo en McCartys Village. La densidad de población era de 93,13 hab./km². De los 48 habitantes, McCartys Village estaba compuesto por el 2.08% blancos, el 0% eran afroamericanos, el 97.92% eran amerindios, el 0% eran asiáticos, el 0% eran isleños del Pacífico, el 0% eran de otras razas y el 0% pertenecían a dos o más razas. Del total de la población el 2.08% eran hispanos o latinos de cualquier raza.